# Idaea romani
Idaea romani är en fjärilsart som beskrevs av Eugen Wehrli 1929. Idaea romani ingår i släktet Idaea och familjen mätare. Inga underarter finns listade i Catalogue of Life.